# Attessa
M/Y Attessa, kan också kallas M/Y Attessa III, tidigare Aviva eller Lady Aviva, är en superyacht tillverkad av Feadship i Nederländerna. I andra halvan av 1990-talet beställde den brittiske investeraren Joe Lewis en superyacht med namnet Aviva/Lady Aviva och fick den levererad 1998. I maj 2000, när Aviva/Lady Aviva var på Röda havet, utbröt det en större brand. Lewis ville inte ha kvar den efter branden och sålde superyachten till den amerikanske entreprenören Dennis Washington. Washington skickade superyachten omedelbart tillbaka till Feadship, det tog omkring 36 månader för Feadship att återställa den till sjöduglig skick. Den fick efteråt sitt nuvarande namn.
Attessa designades exteriört och interiört av Glade Johnson Design. Superyachten är 68,58–68,6 meter lång och har kapacitet för tio passagerare och en besättning på 15 besättningsmän. Den har också en helikopter.

## Bilder

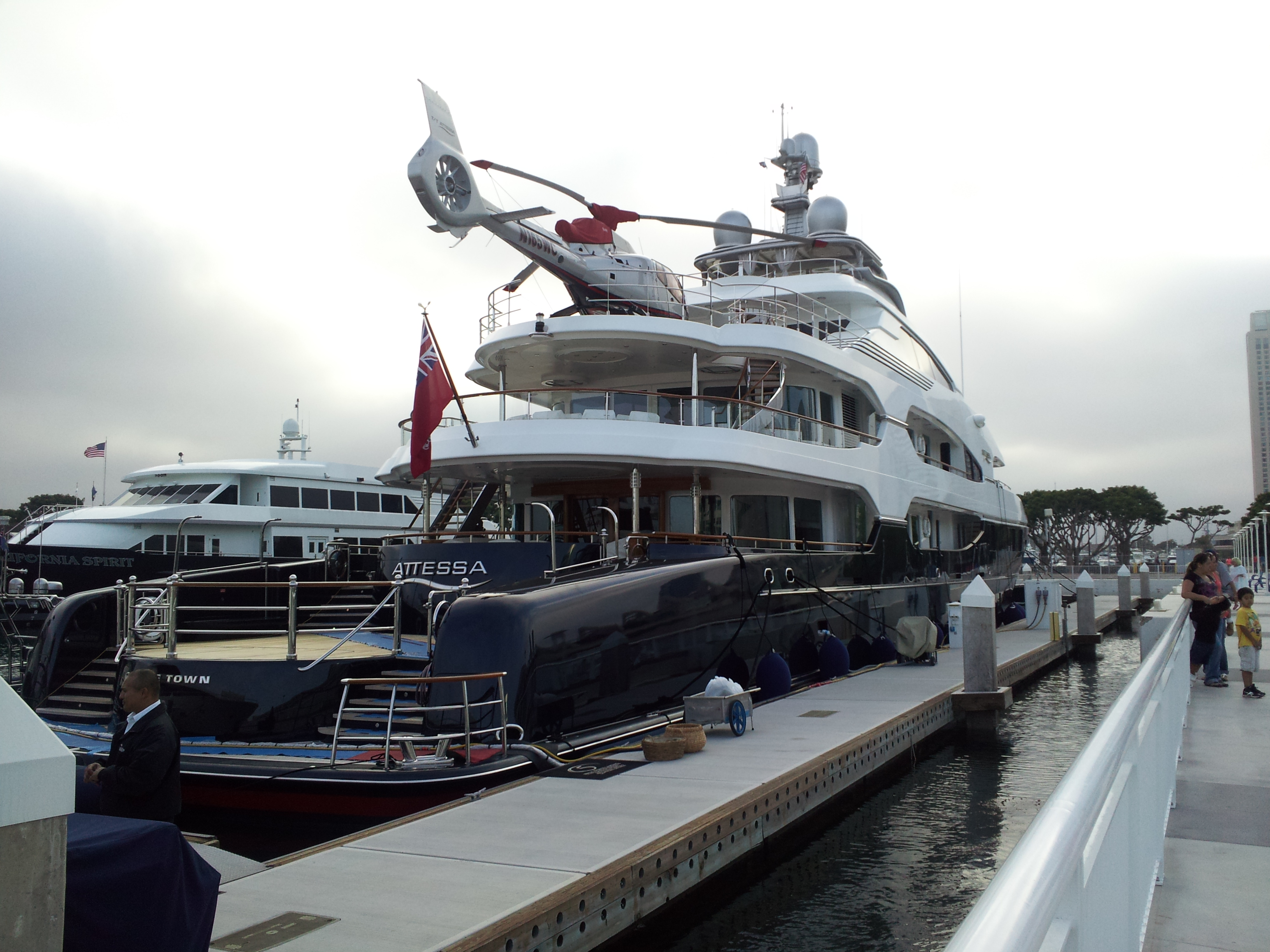
Attessa i San Diego, Kalifornien i USA, 2012.